# リツノー
リツノーは、かつて農林中央金庫が発行していた利付金融債である。

## 概要
1950年に発売を開始した。正式名称は「利付農林債券」である。また、財形貯蓄を目的とした「財形リツノー」も発売されていた。
ワリノーやリツノーワイドとともに、農林中央金庫法60条、62条の2を根拠規定として発行されていたが、2006年3月27日（後半債発売）をもって発行を終了した。